# Alicia Keys
Alicia Augello Cook, més coneguda pel nom artístic d'Alicia Keys   (Hell's Kitchen, 25 de gener de 1981), és una cantant i compositora de R&B estatunidenca. Sa mare, Terri, és italoamericana, i Craig, son pare, és afroamericà. Va viure des dels dos anys amb la seva mare, després que els seus pares s'haguessin separat. Alicia Keys ha venut en tot el món més de 25 milions de discs i ha guanyat nombrosos premis, entre els quals nou Grammys, onze Premis Billboard i tres American Music Awards (AMAs).

## Biografia
Criada al barri de Hell's Kitchen de Nova Yok, des dels 7 anys va començar a tocar el piano (en especial Chopin) i música clàssica. Amb un talent similar al d'artistes com D'Angelo o Prince, va seguir desenvolupant la composició, producció i gravació del seu primer àlbum, un disc en què començà a treballar als 14 anys, quan va escriure la seva primera cançó, Butterflyz, que forma part del seu primer àlbum Songs in A Minor.
Per a "escapar" del barri on va créixer es va refugiar en els estudis i va ser acceptada a la Universitat de Colúmbia, tot i que mai hi va assistir per estar ja totalment immersa en la seva carrera musical.
Clive Davis (que havia sigut el "descobridor" de Whitney Houston anys enrere) la va descobrir a Arista Records i va llançar el 26 de juny de 2001 Songs in A Minor, amb el qual va aconseguir cinc premis Grammy; incloent els preuats Millor nou artista i Millor Cançó de l'Any (per Fallin').
La major part dels temes de l'àlbum, incloent-hi una composició tan lluminosa com Fallin' o la impactant Troubles, han estat compostos i produïts per ella mateixa. A més, Alicia Keys ha col·laborat amb Jermaine Dupri a Girlfriend i amb Isaac Hayes a Rock Wit U (incloent la banda sonora de la pel·lícula "Shaft").
El 2003 va presentar el seu segon àlbum, The Diary of Alicia Keys', un disc inspirat en la música americana dels anys 70, produït per Peter Edge, Jeff Robinson i per la mateixa Alicia Keys. El disc en si, i la col·laboració que va realitzar el 2004 amb el cantant Usher per al tema My Boo, li van valer 8 nominacions als premis Grammy 2005; en va guanyar tres per material de l'àlbum i un per la cançó My Boo. Cal destacar la nominació de If I Ain't Got You com a Cançó de l'Any i de l'àlbum com a Disc de l'Any, dues de les més importants categories dels Grammy.
L'octubre de 2005 es va llançar al mercat el disc Unplugged, un àlbum en directe de les discontinuades sèries de concerts acústics de la MTV que Keys portà de nou a la llum. L'àlbum va debutar en el núm. 1 de vendes dels EUA, convertint Keys en la primera cantant femenina de R&B a debutar consecutivament amb tres àlbums en el núm. 1. A banda de ser el segon unplugged amb millors vendes durant la primera setmana, només superat pel de Nirvana, el disc Unplugged li va valer 4 nominacions als Grammy 2006, més una per un duet amb la seva corista, Jermaine Paul, que apareix en el disc So Amazing (un tribut a Luther Vandross). La cançó nominada és un remake del clàssic de Vandross If This World Were Mine.
Així, Alicia Keys suma avui dia 19 nominacions al Grammy, 9 Grammys obtinguts i tres àlbums número u als Estats Units.
Al 2011 Keys va gravar un duet juntament amb Bono d'U2 per a ajudar l'organització contra la sida Keep A Child Alive, de la qual Keys és fundadora i portaveu mundial. El tema és un cover de Don't Give Up, de Peter Gabriel, rebatejat per Keys i Bono com: Don't Give Up (Africa). Tot el que es recaptà fou destinat en favor de l'organització, que proveeix medicaments per tractar el VIH en els països més pobres d'Àfrica, principalment per als xiquets.
Les seves principals influències han estat Stevie Wonder, Marvin Gaye, Nina Simone, Donny Hathaway, Tupac Shakur, Wu Tang, Prince.

## Activisme i filantropia
Alicia Keys no és només una cèlebre cantant mundial sinó que també és una reconeguda activista i filantropa de les causes que ella considera justes. És cofundadora i ambaixadora mundial de Keep a Child Alive (KCA), una organització sense ànim de lucre que proporciona medicaments, atenció a persones orfes i suport social a les famílies amb VIH i sida a l'Àfrica i a l'Índia. Va néixer en una època en què l'epidèmia de la sida cridava molt l'atenció als Estats Units. Als 8 anys, es va veure afectada per primera vegada per la crisi del VIH/sida quan l'amic de la seva mare morí a causa de la malaltia. Anys després en una visita a Sud-àfrica va descobrir de primera mà el gran impacte de l'epidèmia de la sida. Aquest viatge va ser l'impuls de la cofundació de Keep a Child Alive. Keys es va fer amiga de l'activista de la sida, la productora de cinema Leigh Blake, qui la va ajudar a conscienciar-se sobre l'impacte mundial del VIH/sida. Keys i Leigh van visitar clíniques sud-africanes amb mares i nens infectats pel VIH, on hi havia una enorme manca de recursos i d'educació sobre la malaltia. Així mateix, durant aquest viatge que durà un mes, van visitar altres països africans, com ara Uganda i Kenya, per promoure l'atenció als nens afectats per la sida. El seu treball a l'Àfrica es va enregistrar en un documental Alicia in Africa: Journey to the Motherland, que es va estrenar l'abril del 2008.

## Discografia
- Songs in A Minor (2001)
- The Diary of Alicia Keys (2003)
- Unplugged (2005)
- As I Am (2007)
- The Element of Freedom (2009)
- Girl on Fire (2012)
- Alicia (2020)

## Guardons
Premis
- 2002: Grammy al millor nou artista
- 2002: Grammy al millor àlbum de R&B
- 2005: Grammy al millor àlbum de R&B
- 2014: Grammy al millor àlbum de R&B

Nominacions
- 2006: Grammy al millor àlbum de R&B

## Gires musicals
- Songs in A Minor Tour (2001–02)
- The Verizon Ladies First Tour (2004)
- Diary Tour (2005)
- As I Am Tour (2008)
- Freedom Tour (2010)
- Piano & I: An Intimate Evening with Alicia Keys and Her Piano (2011)
- Set the World on Fire Tour (2013)
- Alicia: The World Tour (2021)